# Smolniki (Varmia y Masuria)
Smolniki [pronunciación en polaco: /smɔlˈniki/] (en alemán: Alt Eiche) es un pueblo en el distrito administrativo de Gmina Iława, dentro del Distrito de Iława, Voivodato de Varmia y Masuria, en el norte de Polonia. Se encuentra aproximadamente 6 kilómetros al sudeste de Iława y 65 kilómetros al sudoeste de la capital regional, Olsztyn.
Hasta 1945, el área era parte de Alemania (Prusia Oriental).
El pueblo tiene una población de 160 habitantes.